# Přátelé: Zase spolu
Přátelé: Zase spolu, v anglickém originále Friends: The Reunion, je americký televizní pořad z roku 2021 věnovaný seriálu Přátelé. Herci Jennifer Aniston, Courteney Cox, Lisa Kudrow, David Schwimmer, Matthew Perry a Matt LeBlanc se po sedmnácti letech znovu setkávají v obnovených kulisách a vzpomínají na své desetileté účinkování v seriálu. Kromě nich o seriálu hovoří tvůrci David Crane, Marta Kauffman a Kevin Bright. Svými vzpomínkami přispěli i herci vedlejších rolí, Tom Selleck (Richard), Maggie Wheeler (Janice) nebo Reese Witherspoonová (Rachelina sestra Jill). 
V pořadu se také fanoušci a celebrity svěřili s tím, jak jim seriál změnil život, jako hosté se například objevili Lady Gaga, David Beckham, Justin Bieber, Kit Harington nebo Malála Júsufzajová. Pořad byl celosvětově zveřejněn dne 27. května 2021 prostřednictvím HBO Max, v Česku prostřednictvím služby HBO GO.

## Obsazení
- Jennifer Aniston (Rachel)
- Courteney Cox (Monica)
- Lisa Kudrow (Phoebe)
- Matt LeBlanc (Joey)
- Matthew Perry (Chandler)
- David Schwimmer (Ross)
- Kevin S. Bright (producent seriálu)
- David Crane (producent seriálu)
- Marta Kauffman (producentka seriálu)
- James Corden (moderátor zpovídající herce)

### Hosté
- David Beckham
- Justin Bieber
- BTS
- Cindy Crawford
- Cara Delevingne
- Elliott Gould (představitel Jacka Gellera, otce Monicy a Rosse)
- Kit Harington
- Lady Gaga
- Larry Hankin (představitel pana Hecklese)
- Mindy Kaling
- Thomas Lennon (představitel Randalla, co má stejné ruce jako Joey)
- Christina Pickles (představitelka Judy Geller, matky Monicy a Rosse)
- Tom Selleck (představitel Richarda, přítele Monicy)
- James Michael Tyler (představitel Gunthera)
- Maggie Wheeler (představitelka Janice, přítelkyně Chandlera)
- Reese Witherspoonová (představitelka Jill, Racheliny sestry)
- Malála Júsufzajová
- Nicollette Sheridan

## Vydání
Speciální pořad měl celosvětově premiéru dne 27. května 2021 na streamovací službě HBO Max. V den zveřejnění kvůli obrovskému zájmu fanoušků mobilní aplikace nevydržela nápor a měla krátkodobý výpadek, což fanoušci nelibě nesli. Pořad byl vysílán i v Číně, ale prošel cenzurou a zmizelo zhruba 6 minut původního obsahu. Z pořadu byly vystřiženy scény s jihokorejskou skupinou BTS, se zpěváky Lady Gaga a Justinem Bieberem i jakékoliv zmínky o homosexuálech.